# Gladiator (azienda)
La Gladiator è stata una casa automobilistica, ciclistica e motociclistica francese attiva dal 1891 al 1920.

## Storia

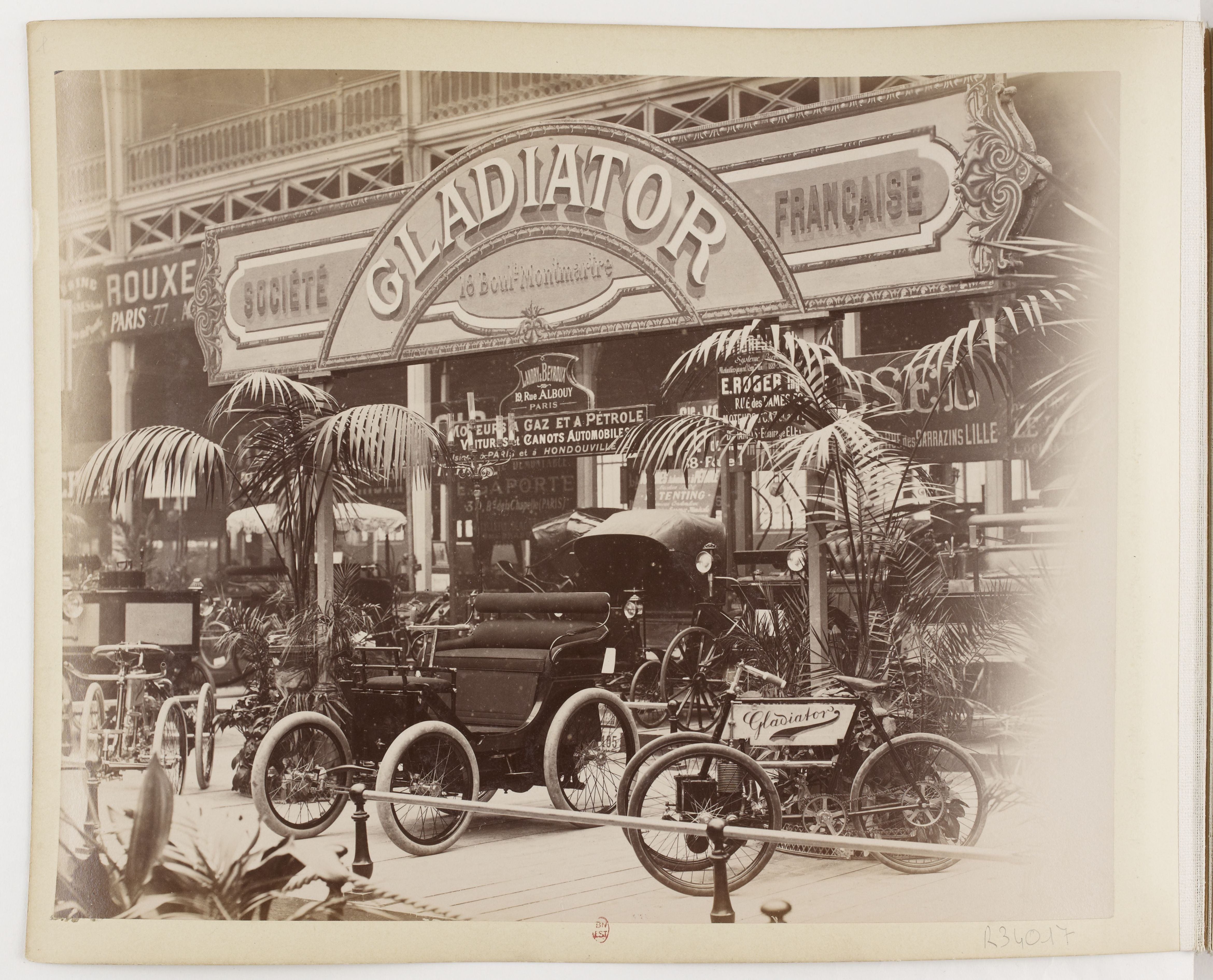
Stand Gladiator al Salone del Ciclo di Parigi nel 1896

L'azienda venne fondata nel 1891 come Compagnie des Cycles Gladiator, con sede operativa a Pré-Saint-Gervais. Artefici della nascita di questa nuova azienda furono Alexandre Darracq (che qualche anno più tardi fonderà l'azienda omonima) e Paul Aucoq. Già dalla ragione sociale si evince quale fosse stato l'ambito produttivo iniziale della Gladiator, che volle dimostrare all'industria ciclistica britannica, all'epoca ai massimi livelli europei nella produzione di biciclette, come anche la Francia fosse in grado di competere ad armi pari in tale settore, un ambito in cui comunque anche altre aziende erano già presenti da qualche anno prima fra tutte la Peugeot, che nel 1882 aveva già avviato la produzione della sua grand-bi. Lo stesso nome Gladiator fu una sfida dichiarata all'industria ciclistica inglese, in quanto si rifaceva allo sport dell'equitazione e richiamava il nome dato ad un cavallo che qualche anno prima aveva battuto in gara gli inglesi sul loro stesso terreno.
Pochi anni dopo la sua nascita, e precisamente nel 1895, la produzione si estese anche ai motocicli con il lancio di una bicicletta motorizzata in cui il piccolo motore era alimentato a nafta, anche se tale ramo produttivo sarebbe rimasto a livelli marginali ancora per qualche anno. A partire dal 1896, il conte inglese Charles Chetwynd-Talbot, l'imprenditore inglese Harry John Lawson e il francese Adolphe Clément-Bayard rilevarono alcune quote societarie della Gladiator con l'intenzione di creare un sito produttivo anche in Gran Bretagna, precisamente nei dintorni di Londra, dove venne creata la Clément Gladiator & Humber Limited, che però in breve tempo naufragò, lasciando in attività solo la Humber, che nei decenni seguenti si affermerà come costruttore automobilistico. A Parigi, invece, questa collaborazione sfociò nella Clément-Gladiator, che ebbe riscontri più consistenti, con la produzione che venne sdoppiata nei rispettivi due marchi. Nel frattempo cominciò la produzione delle prime autovetture, esposte anche in quelli che all'epoca erano i primi saloni automobilistici della storia.

Una delle prime autovetture Gladiator

Nel 1897, Alexandre Darracq fondò la Automobiles Darracq S.A., con la quale fece il suo debutto come costruttore automobilistico, pur rimanendo uno degli azionisti di riferimento della Gladiator. In seguito, anche la produzione motociclistica venne avviata con maggior decisione. Le autovetture, prodotte sempre nei march Clément e Gladiator, s differenziavano fra loro per il tipo di trasmissione: mentre le Gladiator avevano la trasmissione a catena, le Clément montavano quella ad albero. Nel 1903, Adolphe Clément-Bayard pose fine alla sua collaborazione con la Gladiator, la quale però poté utilizzare per altri quattro anni il nome Clément. Fu infatti solo nel 1907 che il nome Clément venne cancellato dalla ragione sociale. Intanto, seppur con modesti risultati, alcune vetture e tricicli motorizzati Gladiator vennero impiegati in ambito sportivo. Negli anni precedenti, quando la produzione era limitata alle sole biciclette, la Gladiator partecipò anche a diverse competizioni ciclistiche. Nel 1909, la Gladiator passò sotto il controllo della Vinot & Deguingand, che ne trasferì la produzione automobilistica presso il proprio stabilimento di Puteaux, mentre lo storico stabilimento di Pré-Saint-Gervais continuò a produrre unicamente biciclette. La Gladiator progettò la sua ultima autovettura nel 1910: questa autovettura fu la Type P. Negli anni successivi, il nome Gladiator venne utilizzato fino al 1920, anno in cui venne definitivamente cancellato.

## Galleria d'immagini
| James Warburton su bicicletta Gladiator | Un tandem Gladiator                                | Lisette Marton, ciclista francese su bicicletta Gladiator nel 1896 | Soldato con bicicletta pieghevole Gladiator | Tandem Gladiator a 4 posti                       |
| --------------------------------------- | -------------------------------------------------- | ------------------------------------------------------------------ | ------------------------------------------- | ------------------------------------------------ |
|                                         |                                                    |                                                                    |                                             |                                                  |
|                                         |                                                    |                                                                    |                                             |                                                  |
| Motocicletta Gladiator del 1913         | Pubblicità di un triciclo Clément-Gladiator-Humber | Triciclo Gladiator a motore del 1895                               | Triciclo Gladiator a motore del 1900        | Una delle prime autovetture Gladiator (1896)     |
|                                         |                                                    |                                                                    |                                             |                                                  |
|                                         |                                                    |                                                                    |                                             |                                                  |
| Una Gladiator 6,5 HP del 1900           | Gladiator 6 HP del 1901                            | Gladiator 14 HP limousine del 1904                                 | Una Gladiator 12 HP del 1907                | Una Type P del 1910, ultima Gladiator progettata |
|                                         |                                                    |                                                                    |                                             |                                                  |